# غيتاب (آراغاتسوتن)
مدينة غيتاب (بالإنجليزية: Getap)‏ هي إحدى المدن التابعة لمقاطعة آراغاتسوتن في أرمينيا. يقدر عدد سكانها بـ 190 نسمة حسب الإحصاء الذي جرى عام 2011.